# 燃え
燃え（もえ）とは、何かが燃焼すること。燃えるさま。また、サブカルチャー（特にオタク文化）系作品の熱血ストーリーや、主人公など登場人物の心理状態などを示すスラングとして派生した名詞。

## スラングとしての「燃え」
気力や情熱などが（時に過剰に）盛んな様子を指して、「熱血」などと同様の形で「燃え」が慣用的に用いられることがある。「超」や「剛」などを付加することで「超燃え」「剛燃え」といった、「燃え」を強調する応用も見られる。
またオタク的文脈では、執着や傾倒を示す隠語として「燃え」が使われることもあり、後述する「燃え燃え」と同様、現在の「萌え」の用法に近い形で、美少女や美少年、稀にオヤジや動物、ときにメカなどの非生物や無機物、現象や状況などに対してまでも「○○燃え」といった形で用いられることがある。

### 使用されるに至った経緯
1980年代（あるいはそれ以前の青春熱血ドラマ・スポ根ブームの頃からとも）、主にマンガ・アニメオタクたちの間で、もっぱら架空の（そして概ね異性の）キャラクターに対し傾倒や執着、劣情を催す、といった傍迷惑な感情を抱く文脈で用いられた隠語に「燃え燃え」があった。
これは、有り体に言えば「対象に並々ならぬ興味や執着を抱いている」「対象に欲情し興奮している」とでも言うべき身も蓋も無いニュアンスであり、男性オタクが主に女性キャラクターに対して、また女性オタクが主に男性キャラクターに対して「○○（様）燃え燃え」といった用法を行っていた。またやおい同人を論じる女性オタクの間では、カップリングなどを「○○×□□燃え（燃え燃え）」と形容する例も見られた。
このように、オタク系スラングとしての「燃え燃え」には、使用者とその対象のどちらも男女分け隔てなく適用されており、稀に機械などの非生物や無機物などに対して用いられる例なども見られた。
「燃え燃え」の成立に関しては、そのルーツをアニメ・コミック・ゲーム・特撮で戦闘、格闘、熱血シーンなどで主に男性の興奮を誘うスポ根漫画や熱血ものに由来するというのが大筋の見方であるが、同音異義語のスラング「萌え」がこの隠語「燃え燃え」を母体として成立し、その音と意味を継承したとする主張もあり、その中では実際に発音と初期の用法が酷似する点の他にも、「萌え」は成立当初「萌え萌え」と表記されており、移行期にはそれらが混用ないし併用されていたとされている。